# Mimaegialia argentina
Mimaegialia argentina är en skalbaggsart som beskrevs av Martinez, Guido Pereira och Maria Aparecida Vulcano 1970. Mimaegialia argentina ingår i släktet Mimaegialia och familjen Aegialiidae. Inga underarter finns listade i Catalogue of Life.